# ジャック・リード (アダルトビデオ)
ジャック・リード（Jack Read）とは体育会専門のゲイビデオメーカーである。ゲイ向けのアダルトビデオの制作・販売を行っている。1996年6月16日に第一作目の「選手革命 VOLUME ONE」が発売されて以降、2013年7月までに100タイトルを記録した。競パンやスポユニものなどの作品が多い。
前身は「ギン・ギン・クルー」でバブル期の1990年前後頃に設立されており、ビデオマガジン「GENK!」シリーズなどをリリースしていた。2003年には「CYBER J」が設立され、2005年で打ち切られるまでに22作目までリリースした。

## 作品（抜粋）
- ギン・ギン・クルー
  - ビデオマガジンGENK! vol1など
- ジャック・リード（1996年 -　）2013年7月で100タイトル
  - 選手革命 VOLUME ONE
  - 湘南夏合宿
  - 鉄人到来！
- Cyber J（2003年 - 2005年）22タイトル
  - ハイパーライフセーバー
  - ラガーズメモリアル
  - シークレット ウォッチャー